# Szeregowiec Benjamin
Szeregowiec Benjamin (ang. Private Benjamin) – amerykański film komediowy z 1980 roku w reżyserii Howarda Zieffa.

## Fabuła
Judy Benjamin jest bogatą i rozpieszczoną Amerykanką pochodzenia żydowskiego. Po śmierci męża podczas nocy poślubnej decyduje się wstąpić do wojska. Ale jej wyobrażenia o armii mijają się z rzeczywistością. Jej przełożeni - kapitan Doreen Lewis i sierżant Ross - poddają nowicjuszkę identycznemu szkoleniu jakie przechodzą mężczyźni. Mimo to nie poddaje się.

## Obsada
- Goldie Hawn - Szeregowiec Judy Benjamin
- Eileen Brennan - Kapitan Doreen Lewis
- Armand Assante - Henri Alan Tremont
- Robert Webber - Pułkownik Clay Thornbush
- Sam Wanamaker - Teddy Benjamin
- Barbara Barrie - Harriet Benjamin
- Mary Kay Place - Szeregowiec Mary Lou Glass
- Harry Dean Stanton - Sierżant Jim Ballard
- Albert Brooks - Yale Goodman
- Hal Williams - Sierżant L.C. Ross

i inni

## Produkcja
Zdjęcia kręcono w Los Angeles, Long Beach i w Paryżu.

## Nagrody i nominacje
Oscary za rok 1980
- Najlepszy scenariusz oryginalny - Nancy Meyers, Charles Shyer, Harvey Miller (nominacja)
- Najlepsza aktorka - Goldie Hawn (nominacja)
- Najlepsza aktorka drrugoplanowa - Eileen Brennan (nominacja)

Złote Globy 1980
- Najlepsza aktorka w komedii lub musicalu - Goldie Hawn